# Жабогадюкінг
Шаблон:AFC submission
Жабогадюкінг — розмовний неологізм, що позначає процес колективного зловтішного, пасивно-агресивного або токсичного обговорення іншої особи, зазвичай за її спиною. Також може означати відкритий публічний конфлікт між двома однаково неприязними або токсичними особами, які викликають більше глузування, ніж співчуття. Слово вживається іронічно або жартома в українськомовному інтернет-середовищі.

## Походження
Слово утворене шляхом поєднання двох образів: жаби (традиційного символу заздрості) та гадюки (уособлення отруйності й підступності). Суфікс -інг є стилізацією під англомовні запозичення на кшталт брейнштормінг чи нетворкінг.
Жаба — українське слово, спільне для слов’янських мов. Має аналогії в білоруській (жаба), польській (żaba), сербській (жаба), але з повністю усталеним уживанням в українській мові ще з давньоруських часів.
Гадюка — також слово давньослов’янського походження, утворене від гад (змія, повзуча істота) + суфікс -юка. В українській мові має як буквальне, так і переносне (образливе) значення.
Існує гіпотеза, що слово жабогадюкінг виникло як осучаснена форма українського фольклорного вислову «їб*ла жаба гадюку» — грубого, але широко відомого прислів’я, що означає сварку або конфлікт між двома однаково злими або неприязними сторонами. У народній традиції цей вираз використовується як метафора безглуздого протистояння без позитивного героя.
Прислів’я існує в українській мові давно, щонайменше понад 100 років, має народне походження, і хоч іноді вважається вульгаризмом, воно глибоко вкорінене в культурний код українців — як іронічна оцінка токсичних міжособистісних конфліктів.
Слово «жабогадюкінг» є неологізмом, сформованим саме в українському мовному середовищі. Це підтверджується як лексичним складом («жаба» і «гадюка» — питомо українські слова), так і стилізацією під англомовні конструкції із суфіксом -інг.

## Уживання
Термін активно використовується в інтернеті для опису:
- кулуарних «токсичних» обговорень;
- пасивно-агресивних чатів;
- відкритих сварок між персонажами, які самі мають сумнівну репутацію (наприклад, публічний конфлікт між двома скандальними інфлюенсерами або політиками).

Приклад уживання:
«

### Приклади з Інтернету
- На Slovotvir.org: «жабогадюкінг: на Херсонщині сталася „етнічна“ перестрілка між окупантами…»
- У Telegram‑каналі “HackYourMom”: «Жабогадюкінг рівня якогось Гордона…»
- У відео на YouTube: «Жабогадюкінг Трампа та Маска…»
- У статті на Цензор.НЕТ: «„Жабогадюкінг“ по‑американськи…»

## У культурі
Жабогадюкінг набув популярності як форма інтернет-гумору й побутового фольклору, де конфлікт між «жабою» і «гадюкою» стає сценічним образом безчесної сварки. У ширшому сенсі це поняття іронізує над ситуаціями, де обидві сторони однаково токсичні — незалежно від того, конфлікт прихований чи публічний.